# Zona arqueológica de El Chuche (Benahadux)
En este entorno arqueológico, ubicado en Benahadux (Almería), España, se distinguen tres zonas: la que fue objeto de excavación y que tradicionalmente se ha conocido como yacimiento de El Chuche, el Cerro del Paredón y el Cerro de Las Agüicas. Presentan una ocupación que va desde la Edad del Cobre hasta el período tardorromano. Fruto de esta larga ocupación prehistórica e histórica de la zona, ésta presenta una gran variedad y riqueza de estructuras y materiales arqueológicos.
A pesar de haber sufrido daños por desmonte y por las obras del ferrocarril, la mayor parte se encuentra casi intacta, ofreciendo grandes posibilidades para la investigación. Debe tenerse en cuenta que este es uno de los pocos yacimientos de época ibérica plena que se conocen en las zonas próximas a la costa de Almería, identificándose el mismo con la ceca ibérica de Urkesken y con la ciudad ibero-romana de Urci, citada en las fuentes clásicas.
Tiene una superficie total de 175.400 m².
La Zona Arqueológica de El Chuche se localiza al oeste del núcleo del mismo nombre, en el término municipal de Benahadux, entre la CN-340 y la carretera de desvío a dicho municipio. Esta zona arqueológica comprende el cerro de El Paredón, el cerro de Las Agüicas y un sector intermedio entre ambos. En este último se desarrollaron excavaciones a finales de los años 70, en las que aparecieron numerosos muros de estructuras de habitación y un repertorio rico y variado de materiales, esencialmente cerámicos, destacando entre ellos los ibéricos y las importaciones mediterráneas. La secuencia cultural documentada va desde la Edad del Cobre al período tardorromano.
El asentamiento situado en el cerro del Paredón fue un importante centro romano, a juzgar por el tamaño del hábitat y su estratégica localización dominando la vega del río Andarax. Este debe identificarse con la ciudad de Urci, citada en las fuentes clásicas. Hasta la ciudad llegaba una conducción hidráulica de varios kilómetros, conservándose algunos de sus tramos, el más próximo al cerro ha sido incluido en la zona objeto de protección.
En el cerro de Las Agüicas se realizaron también algunos cortes durante las excavaciones de los años 70, descubriéndose varias tumbas y restos de otras estructuras constructivas.

## Fuente
DECRETO 22/1999, de 16 de febrero, por el que se declara bien de interés cultural, con la categoría de zona arqueológica, el yacimiento denominado «El Chuche», en el término municipal de Benahadux, en Almería.
- Este artículo incluye contenido derivado de una disposición relativa al proceso de protección, incoación o declaración de un bien cultural o natural publicada en el BOE n.º 118 el 18 de mayo de 1999 (texto), el cual está libre de restricciones conocidas en virtud del derecho de autor de conformidad con lo dispuesto en el artículo 13 de la Ley de Propiedad Intelectual española.

- Datos: Q6171619